# Lucas Terrier
Lucas Terrier är en hundras från Storbritannien. Den är en lågbent terrier som avlades fram på 1940-talet av Sir Jocelyn Lucas. Han var uppfödare av sealyhamterrier men var missnöjd med hur rasen utvecklades. Han tyckte hundarna blivit för klumpiga och med för stora huvuden och därmed olämpliga för grytjakt. Han korsade därför sina mindre sealyhamterrier med norfolkterrier. Rasen är inte erkänd av någon kennelklubb, men en rasklubb bildades i Storbritannien 1988.